# Крузейру-ду-Сул (микрорегион)
Крузейру-ду-Сул (порт. Microrregião de Cruzeiro do Sul) — микрорегион в Бразилии. входит в штат Акри. Составная часть мезорегиона Вали-ду-Журуа. Население составляет 131 505 человек (на 2010 год). Площадь — 31 944,730 км². Плотность населения — 4,12 чел./км².

## Демография
Согласно сведениям, собранным в ходе переписи 2010 г. Национальным институтом географии и статистики (IBGE), население микрорегиона составляет:
| Полное население                             | Полное население                             | Полное население                             | Полное население                             | 131 505 |
| -------------------------------------------- | -------------------------------------------- | -------------------------------------------- | -------------------------------------------- | ------- |
| в том числе:                                 | Городское население                          | 75 683                                       | Процент городского населения, %              | 57,55   |
|                                              | Сельское население                           | 55 822                                       | Процент сельского населения, %               | 42,45   |
|                                              | Мужское население                            | 66 792                                       | Процент мужского населения, %                | 50,79   |
|                                              | Женское население                            | 64 713                                       | Процент женского населения, %                | 49,21   |
| Плотность населения, чел/км²                 | Плотность населения, чел/км²                 | Плотность населения, чел/км²                 | Плотность населения, чел/км²                 | 4,12    |
| Население микрорегиона в % к населению штата | Население микрорегиона в % к населению штата | Население микрорегиона в % к населению штата | Население микрорегиона в % к населению штата | 17,93   |

## Состав микрорегиона
В составе микрорегиона включены следующие муниципалитеты:
1. Крузейру-ду-Сул
2. Марешал-Тауматургу
3. Мансиу-Лима
4. Порту-Валтер
5. Родригес-Алвес